# Zhang Yihe
Zhang Yihe (Xinès simplificat; 章诒和; Chongqing, 1942) és una historiadora i escriptora xinesa, especialista en òpera tradicional xinesa.

## Biografia
Zhang Yihe vas néixer durant la segona guerra sino-japonesa, el 6 de setembre de 1942 a Chongqing, província de Sichuan a la Xina,(actualment una de les 4 municipalitats sota jurisdicció central). Segona filla Zhang Bojun, escriptor i fundador de la Lliga Democràtica de la Xina (中国氌盛吻名) perseguit pel moviment anti-dretà dels anys 50). Durant tres anys va viure amb uns parents Hong Kong, on va estudiar a l'escola primària de Peizhang. Abans de la fundació de la República Popular va anar amb els seus pares a viure a Pequín.
El 1954, va ingressar a la universitat de noies, adjunta la Universitat de Pequín, el 1960, va aprovar l'examen d'ingrés a l'Institut de Recerca.de l'Òpera xinesa (中国戏曲研究院), on es va incorporar al departament de literatura .L'any 1963 va ser enviada a treballar a l'oficina artística de la companyia d'Òpera de Sichuan.
Durant la Revolució Cultural, el 1970, Zhang Yihe, va ser denunciada per les seves crítiques a la líder comunista i quarta dona de Mao Zedong, Jiang Qing que volia imposar la creació d'un nombre concret d'òperes revolucionàries. Zhang va ser declarada criminal contrarevolucionària pel Comitè Revolucionari Provincial de Sichuan i el Comitè de Control Militar i Fiscalia Provincial de Sichuan i condemnada a 20 anys de presó (classificada en aquell moment com dretana). Ingressada en un camp de reeducació va ser alliberada i rehabilitada el 1979.
El 1979, va reprendre les seves activitats de recerca sobre l'òpera xinesa, dins de l'Institut de Recerca adscrit a l'Institut Nacional de Belles Arts, i el 1999 va publicar un primer llibre sobre òpera.

#### Carrera literària
De fet la seva carrera literària la va iniciar un cop es va jubilar. El 2002 va publicar un llibre de memòries sobre el seu pare i els seus amics, publicat inicialment a la premsa i el 2004 editat per "Edicions del Poble" i més tard a Hong Kong sota el títol “The Last Aristocrats” (最后的贵族).. L'any 2005, va publicar un llibre basat en un vers extret d'una òpera: "Una ràfega de vent va deixar enrere milers de cançons de l'antiguitat" (一阵风，留下了千古绝唱); és un testimoni del patiment que va sfgrir el mestre d'òpera de Pequín, Ma Lianlang (马连良) durant la Revolució Cultural; el llibre va ser prohibit. L'any 2006, va publicar un nou llibre sobre intèrprets d'òpera xinesa, vuit d'ells incloent Mei Lanfang i Ma Lianlang: "Old Stories of Opera Actors".
Quan va publicar la primera novel·la sobre els seus records dels anys de laogai i dels seus companys de reclusió el 2011, el llibre va ser ràpidament prohibit, no tant pel seu contingut, sinó perquè era una obra de "la filla de Zhang Bojun”.

## Obres destacades
| Any  | Títol xinès            | Traducció al francès ó anglès                                                          |
| ---- | ---------------------- | -------------------------------------------------------------------------------------- |
| 1999 | 中国戏曲),             | L’opéra chinois                                                                        |
| 2004 | 往事并不如烟           | Un passé qui ne part pas en fumée                                                      |
| 2004 | 最后的贵族)            | The Last Aristocrats                                                                   |
| 2005 | 一阵风，留下了千古绝唱 | Une bourrasque de vent a laissé derrière elle des milliers de chants des temps anciens |
| 2006 | 伶人往事               | Vieilles histoires d’acteurs d’opéra                                                   |
| 2010 | 四手联弹               | Four hands                                                                             |
| 2012 | 杨氏女                 | Yang Shinü                                                                             |
| 2013 | 刘氏女                 | Madame Liu                                                                             |
| 2014 | 邹氏女                 | Zou Shinü                                                                              |